# ラインズ・ブラザーズ
ラインズ・ブラザーズ (Lines Bros Ltd.) とは、かつてイギリスに存在した総合玩具メーカーである。『トライアング』(Tri-ang) のブランド名で知られる。

## 概要
1850年にイギリスのロンドン郊外でラインズ家が始めた玩具製造に端を発する。その後会社体制となり規模を拡大した。1920年代以降、英連邦を中心に世界中の玩具関連会社を買収したが1971年に倒産した。当初は木馬や赤ちゃん用品を製造していた。『トライアング』のブランド名は1924年に登場した。
『トライアング』ブランドでは、ドールハウスや木馬、ミシンなどの裁縫用具、ベッドや鏡台などの家具、足こぎ自動車、自転車、鉄道模型、積み木・ブロック、プラモデル、ミニカー、スロットカーなど、非常に幅広く子供向け用品や玩具・模型を製造した。また第二次世界大戦中には短機関銃も製造していた。
一部の製品には、倒産後も引き継がれて生産されているものがある。日本語では「Lines」は「ライネス」とも呼称される。また「Tri-ang」は「トリアング」とも呼称される。

## 歴史・沿革

### 黎明期
1850年、ロンドンのキングスクロス地区近くの Bagnidge-wells でラインズ家が玩具製造を始めた。最初の製品は木馬であった。後にカレドニアンロード (Caledonian Road ) 近くの元・蒸気機関工場へ移転した。
1876年、ジョージ・ラインズ (George Lines ) とジョセフ・ラインズ (Joseph Lines ) の兄弟が玩具メーカーの『G & J ラインズ社』(G & J Lines Ltd. ) を創業した。当時のイギリス最大となる玩具工場を建設した。従業員は150人であった。その頃は木馬や人形を乗せる乳母車、馬車の玩具を製造していた。特に『安全木馬』(the safety rocking horse ) は1887年に特許を取得し、ロンドンの百貨店であるガメッジで販売された。この安全木馬はヴィクトリア朝50周年である1887年に発売されたため、『ジュビリー安全木馬』 (Jubilee Safety Rocking Horse ) として知られるようになった。
1886年には、ハックニーロードに所在するバス会社のロンドン・ジェネラル・オムニバスと、子供用足こぎ自動車メーカーのアランカンパニー (Allen & Company ) の土地と建物を買収し工場を拡張した。また1895年にはカレドニアン市場に隣接する土地を買収し新たにカレドニアン工場を建設した。
1894年、ジョセフ・ラインズの長男のウィリアム (William ) がG&Jラインズ社に入社し、1896年には次男のワルター (Walter ) が入社した。1905年にジョージ・ラインズが死去し、2年後の1907年に会社はウィリアムズとワルターによる共同経営となり、ジョセフは会長に退いた。この頃、既にG&Jラインズ社はイギリス最大の玩具メーカーの1つとなっていた。1910年、アザミをモチーフとしたトレードマークを導入した。この年、ジョセフの4男のアーサー (Arthur ) が入社した。
1913年、ロンドン近郊の各地に散らばっていた各工場を集約させるため、ロンドン北部トッテナムのダウンレーン (Down Lane ) に大規模な工場が建設された。この工場は効率よく製造ラインを組むため、建築家の助言を元にワルターが設計したもので、『アザミの工場』と呼ばれ、4.5エーカーの土地を有し、原料や製品を鉄道で輸送するための専用の貨物線が設けられていた。1914年に操業を開始し、それまでのカレドニアン工場はショールームとなった。この時新たに300人の従業員を雇い入れた。1914年-1915年のカタログでは新製品として、足こぎ自動車、三輪車、キックスクーター、赤ちゃん歩行器、ブランコ、自動車模型が掲載された。しかし第一次世界大戦が勃発し、物資が不足したため、それらの多くが中断を余儀なくされた。同年、次男のワルターと4男のアーサー、そして3男のジョージ (George ) がイタリアとフランスの戦線へ赴いた。

### ラインズ・ブラザーズ社の設立
1919年、第一次世界大戦後に引き上げてきたジョセフの息子たちは、経営をめぐってジョセフと意見の相違が発生したため、新たに『ラインズ・ブラザーズ社』 (Lines Bros Ltd. ) を設立した。取締役にはマンロー社のロバート・ウィリアム・マンロー (Robert William Munro ) と土木技術者のラルフ・フリーマン (Ralph Freeman ) が加わった。当初、玩具はワルターが設計した。
1921年、ラインズ・ブラザーズ社はロンドン南部のオールド・ケントロード沿いのオームサイド通り (Ormside Street ) の工場で製造を開始した。程なくロンドンの百貨店であるハロッズや南アフリカ・ダーバンのHarvey Greenacre & Co. Ltdと取引を開始した。
1924年、ロンドン南部のマートンに新しい工場を求め、553人の従業員と新型の生産設備を確保した。そして新しく三角形のトレードマークが作られ、それをもとに『トライアング』のブランド名が考案された。
同年、それまで農業を営んでいたジョセフの3男のジョージがG&Jラインズ社に入社した。1931年末にジョセフが死去すると、G&Jラインズ社の経営を任されていたG・ウッドロウは『ウッドロウ社』 (G. Woodrow & Co. Ltd ) を設立し、G&Jラインズ社の大半の従業員を引き抜いた。G&Jラインズの社名とトレードマークはラインズ・ブラザーズ社が買収した。3男のジョージはその時ラインズ・ブラザーズ社に入社した。
1931年、ロンドンの巨大玩具店として有名なハムレイズを買収した。ハムレイズはリージェント・ストリートの店舗建設に多額の資金を費やし経営悪化していたところであった。そのためラインズ・ブラザーズ社の従業員は1000人を超えることになった。同年、International Model Aircraft Ltd. (IMA社) が設立されフロッグのブランド名で模型航空機の製造を開始した。ラインズ・ブラザーズ社は1932年からIMA社と提携し、1936年から航空機プラモデルの製造を開始した。
1933年、ラインズ・ブラザーズ社は株式を公開した。
第一次世界大戦後から第二次世界大戦勃発までの間に、ラインズ・ブラザーズ社はバーミンガムに拠点を置いていた『ユニーク&ユニティ自転車』 (Unique and Unity Cycle Co. ) を買収し、子供向け自転車と三輪車の製造を開始した。買収以前は大人向け自転車を製造していたが、子供向け市場が急速に拡大していたため、大人向け自転車の製造は中止された。
1935年1月、『ミニック』(MINIC ) のブランド名の商標を取り、同年、自動車模型を発売した。最初に14種類のブリキの自動車模型が発売された。ミニック部門は後に拡大され、1950年代にフリクションドライブのPush & Goシリーズが、1959年には船舶模型の「ミニックシップ」が、1963年にはスロットカーの「ミニック・モーターウェイ」が発売された。これらはトライアング傘下のサブブランドであった。
第二次世界大戦が勃発すると、ラインズ・ブラザーズ社では玩具の製造を中断し、軍事物資の製造を開始した。マートン工場ではステンのMK3短機関銃が製造された。玩具の製造は第二次世界大戦後、すぐに再開された。
1951年からトライアング・レールウェイズの名でOOゲージ鉄道模型に参入した。また、1964年にライバル会社であったメカノ社を買収し、メカノ社の鉄道模型ブランドであるホーンビィを統合し、「トライアング・ホーンビィ」とした。
一時は世界中に40社以上の傘下企業をもっていたが、1970年に財政危機に陥り、多くを手放すことになった。会社は1971年に破産管財人の管理下に入り、鉄道模型のトライアング・ホーンビィは Dunbee-Combex-Marx Ltd. (DCM社) 傘下の Pocket Money Toys Ltd. に買収された。1972年にトライアング・ホーンビィが「ホーンビィ・レールウェイズ」と改称されたことにより、トライアングの名は消滅した。

## 製品

### 鉄道模型
OOゲージとTTゲージの2種類が発売されていた他、Oゲージサイズの鉄道玩具も存在した。

### 自動車模型
1935年、「ミニック」 (MINIC) の名で、ブリキ製の手押し式の自動車模型を発売した。1950年代に入りフリクションドライブ式のものが登場した。

### スロットカー
スロットカーは、1/32スケールの「スケーレックストリック」と1/64スケールの「ミニック・モーターウェイ」が発売されていた。ミニック・モーターウェイは1970年に終了している。

### ミニカー
1959年、「スポットオン」(SPOT-ON) の名で、1/42スケールのダイカスト成形のミニカーを発売した。1964年にメカノ社を買収した後、メカノ社のミニカーブランドであった「ディンキー」とは統合しなかったが、1967年にディンキーを存続させてスポットオンは終了した。また、これ以外にも鉄道模型のアクセサリーとしてプラスチック製のミニカーが発売されていた。

### 建築模型
ブロック式のプラスチック製建物キットが「アーキテックス」 (Arkitex) の名で展開されていた。柱材と床・天井材、壁材を組み合わせて各種の建築物を作ることができた。スケールはOOゲージにあわせた1/76と、ミニカーにあわせた1/42の2種類があった。

### その他
ジグソーパズル、積木、自転車、ミシンなど様々な子供向け商品が展開されていた。